# Коллеция
Колле́ция (лат. Colletia) — род двудольных цветковых растений, включённый в семейство Крушиновые (Rhamnaceae).

## Название
Научное название рода было дано ему французским ботаником Филибером Коммерсоном. Оно происходит от фамилии другого ботаника, Филибера Колле (Philibert Collet, 1643—1718).

## Ботаническое описание
Род представлен небольшими кустарниками, нередко лишёнными листьев, с супротивно расположенными колючими ветвями. Листья (если они есть) мелкие, рано опадающие, простые.
Цветки расположены под колючками, одиночные или в мутовках. Чашечка плёнчатая, разделена на 4—6 чашелистиков, белого или розового цвета. Венчик обычно отсутствует. Тычинки короткие, в количестве 4—5. Завязь шаровидная, трёхгнёздная, в каждом отделении по одному семязачатку.
Плод — кожистая коробочка, при созревании раскрывающаяся тремя створками, с одним семенем в каждой.

## Ареал
Все виды рода распространены в умеренном поясе Южной Америки.

## Таксономия
|  |                                      |  |                                                         |                                                         |                      |  | ещё 8 семейств (согласно Системе APG III) |                    |                    |         |
|  |                                      |  |                                                         |                                                         |                      |  |                                           |                    |                    | 5 видов |
|  |                                      |  |                                                         | порядок Розоцветные                                     |                      |  |                                           |                    | род Коллетия       |         |
|  |                                      |  |                                                         | порядок Розоцветные                                     |                      |  |                                           |                    | род Коллетия       |         |
|  | отдел Цветковые, или Покрытосеменные |  |                                                         |                                                         | семейство Крушиновые |  |                                           |                    |                    |         |
|  | отдел Цветковые, или Покрытосеменные |  |                                                         |                                                         |                      |  |                                           |                    |                    |         |
|  |                                      |  | ещё 58 порядков цветковых растений (по Системе APG III) | ещё 58 порядков цветковых растений (по Системе APG III) |                      |  |                                           | ещё более 50 родов | ещё более 50 родов |         |
|  |                                      |  |                                                         | ещё 58 порядков цветковых растений (по Системе APG III) |                      |  |                                           |                    | ещё более 50 родов |         |

### Синонимы
- Scypharia Miers, 1860

### Виды
- Colletia hystrix Clos, 1847
- Colletia paradoxa (Spreng.) Escal., 1946 — Коллетия крестовидная
- Colletia spartioides Bertero ex Colla, 1834
- Colletia spinosissima J.F.Gmel., 1791 — Коллетия колючая
- Colletia ulicina Gillies & Hook., 1830